# Mitsuru Komaeda
Mitsuru Komaeda (古前田 充, Komaeda Mitsuru, né le 14 avril 1950 dans la préfecture d'Iwate au Japon) est un footballeur japonais.